# Frontière entre la Colombie et la Jamaïque

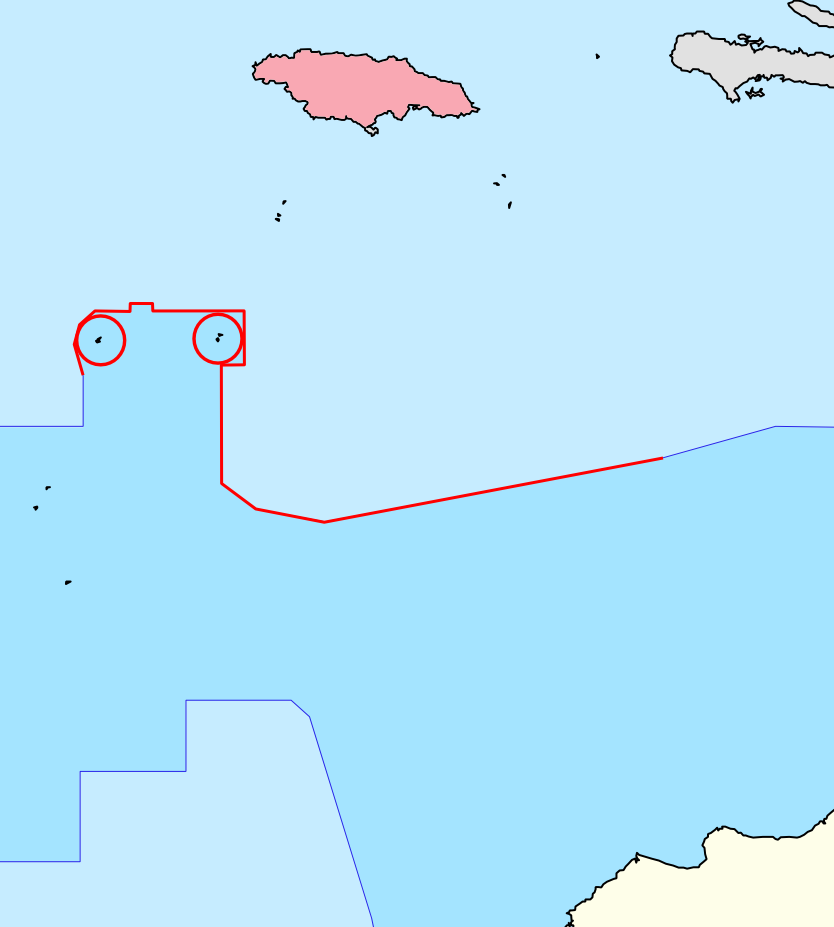
Frontière Colombie-Jamaïque

La frontière entre la Colombie et la Jamaïque est définie par le traité Sanín–Robertson (d'après les noms des deux ministres des affaires extérieures, Noemí Sanín pour la Colombie et Paul Douglas Robertson pour la Jamaïque), signé à Kingston le 12 novembre 1993 et ratifié par le Congrès de la République de Colombie le 10 décembre 1993 via la loi N° 9.
La frontière ainsi définie relie les points 14° 29′ 37″ N, 78° 38′ 00″ O, 14° 15′ 40″ N, 78° 19′ 30″ O, 14° 05′ 00″ N, 77° 40′ 00″ O, 14° 44′ 10″ N, 74° 30′ 50″ O et 15° 02′ 37″ N, 73° 27′ 30″ O, où elle est interceptée par la frontière entre Haïti et la Jamaïque. 
L'article 3 du traité prévoit une zone de régime commun (Área de Régimen Común) délimitée  
- à l'ouest par un arc de 12 milles autour de l'Île de Serranilla,
- au sud par une ligne qui relie cet arc, au point 15° 30′ 10″ N, 70° 56′ 00″ O, à la frontière définie ci-dessus au point 14° 29′ 37″ N, 78° 38′ 00″ O,
- à l'est par des segments joignant les points 14° 29′ 37″ N, 78° 38′ 00″ O, 15° 36′ 00″ N, 78° 38′ 00″ O, 15° 36′ 00″ N, 78° 25′ 50″ O et 16° 04′ 15″ N, 78° 25′ 50″ O,
- au nord par des segments joignant l'arc de l'île Serranilla au point 15° 58′ 40″ N, 79° 56′ 40″ O jusqu'au point 16° 04′ 15″ N, 78° 25′ 50″ O en passant par les points 16° 04′ 15″ N, 79° 50′ 32″ O, 16° 04′ 15″ N, 79° 50′ 32″ O, 16° 04′ 15″ N, 79° 29′ 20″ O, 16° 10′ 10″ N, 79° 29′ 20″ O, 16° 10′ 10″ N, 79° 16′ 40″ O et 16° 04′ 15″ N, 79° 15′ 40″ O.

La zone ainsi délimitée, de forme vaguement triangulaire, englobe toutes les îles de la région (l'île Serranilla, l'île Alicia et les Îles Petrel), mais elles sont exclues de la zone commune et sont sous souveraineté colombienne.